# Ci vuole poco...
Ci vuole poco è un album discografico della cantante italiana Rita Pavone, pubblicato nel 1967 dalla RCA Italiana.

## Descrizione
L'album contiene prevalentemente brani già editi su 45 giri com'era consuetudine in quegli anni per i long playing: Una notte intera/Questo nostro amore, Gira Gira/Dove non so, Il Geghegè/Qui ritornerà, dal film La sai troppo lunga/Fortissimo,  più gli inediti Tu Guardi Lei, La Svizzera, Tu Guardi Lei e Gimme some lovin.

## Edizioni
L'album fu pubblicato in Italia in LP dalla RCA Italiana per la Serie Special, con numerazione di catalogo a parte e prezzo economico (1.800 lire invece delle consuete 2.700 lire), con numero di catalogo S 24. 
L'album fu pubblicato anche in Venezuela dalla RCA Victor con numero di catalogo LPV-7685 mantenendo la stessa tracklist italiana. La versione per il mercato greco invece, pubblicata sempre dalla RCA Victor con numero di catalogo KLG 20007, aveva una tracklist differente: Qui ritornerà, Fortissimo, Gimme some lovin', Tu guardi lei, Ci vuole poco, Stop stop stop, Per una come me, La Svizzera, furono omessi in favore di La zanzara, Col chicco, Supercalifragilistic - Espiralidoso, Lui, Stasera con te, Perché due non fa tre.
Non esiste una versione pubblicata in CD, download digitale o per le piattaforme streaming.

## Tracce

### Lato A
1. Una notte intera
2. Gira gira (Reach Out I'll Be There)
3. Qui ritornerà
4. Fortissimo
5. Gimme Some Lovin'
6. Tu guardi lei
7. Questo nostro amore

### Lato B
1. Ci vuole poco
2. Stop stop stop
3. Per una come me
4. Il geghegè
5. La Svizzera
6. La sai troppo lunga
7. Dove non so